# 133066 Beddingfield
133066 Beddingfield este o planetă minoră (asteroid), cu un diametru de 1,908 km, din centura de asteroizi. A fost descoperită pe 30 martie 2003 la Observatorul Național Kitt Peak de Marc Buie⁠(d). 
Obiectul prezintă o orbită caracterizată de o semiaxă mare de 2,270568122864 UAi, o excentricitate de 0,14318286810562, o înclinație de 6,3965397110812 ° în raport cu ecliptica.